# Рогатка (Люблінське воєводство)
Рогатка (пол. Rogatka) — село в Польщі, у гміні Дубенка Холмського повіту Люблінського воєводства. Населення — 305 осіб (2011).

## Історія
21-25 червня 1947 року під час операції «Вісла» польська армія виселила зі села на приєднані до Польщі північно-західні терени 20 українців.
У 1975—1998 роках село належало до Холмського воєводства.

## Демографія
Демографічна структура станом на 31 березня 2011 року:
|          | Загалом | Допрацездатний вік | Працездатний вік | Постпрацездатний вік |
| -------- | ------- | ------------------ | ---------------- | -------------------- |
| Чоловіки | 165     | 27                 | 114              | 24                   |
| Жінки    | 140     | 12                 | 86               | 42                   |
| Разом    | 305     | 39                 | 200              | 66                   |